# Daniel Andler
 (mars 2018).
Pour les articles homonymes, voir Andler.
Daniel Andler est un mathématicien et un philosophe français né le 9 juin 1946 à New York.
Il est professeur émérite de Sorbonne Université, membre de l'Académie des sciences morales et politiques depuis décembre 2016 (dans la section philosophie).

## Biographie

### Famille et formation
Daniel Andler est le fils du traducteur Pierre Andler.
Formé aux mathématiques et à la philosophie, il est titulaire d'un doctorat (PHD) en mathématiques  de l'université de Berkeley (1973) et d'un doctorat d'État de l'université Paris VII (1975).

### Carrière universitaire
Daniel Andler a occupé des postes d'assistant, maître assistant, maître de conférences, chargé d'enseignement en mathématiques, de 1967 à 1989 à Orsay, Paris VII et Paris-Nord, puis de professeur de philosophie, spécialisé en philosophie des sciences et de la connaissance (université Lille III, 1989-1993 ; université Paris X, 1993-1999 ; université Paris-Sorbonne, 1999-2015).
De septembre 1998 à août 1999, il est détaché comme directeur de recherche au CNRS.
De 2007 à 2012, il est membre senior de l'Institut universitaire de France.
De 1985 à 1993, il est directeur adjoint du CREA (Centre de recherche en épistémologie appliquée, Centre national de la recherche scientifique et École polytechnique), avant de le diriger (septembre 1998-juillet 1999). Il dirige également le Centre de philosophie et d'histoire des sciences (Nanterre, 1995-1998). Il devient directeur de l'équipe d'accueil Rationalités contemporaines (Paris-Sorbonne, 2010-2012), avant de fonder et de diriger l'unité Sciences, normes, décision (CNRS et université Paris-Sorbonne), de janvier 2013 à juillet 2015.
Depuis le 1er septembre 2015, il est professeur émérite de l'université Paris-Sorbonne.
Il a fondé le département d'Études cognitives (École normale supérieure) et l'a dirigé de 2001 à 2005. Il y fonde et dirige le groupe Compas: Education, cognition, technology à partir de 2006.
Daniel Andler est l'un des membres fondateurs de la Société de philosophie des sciences qu'il a présidée pendant six ans (de 2003 à 2009), et dont il dirige la revue Lato Sensu. Il est également un membre fondateur de la European Society for Philosophy and Psychology.
En 2023, il publie Intelligence artificielle, intelligence humaine : la double énigme, ouvrage dans lequel il considère que le rêve d'une intelligence artificielle qui rejoindrait celle de l'homme est une chimère, pour des raisons conceptuelles et non techniques : l'intelligence humaine dépasse la simple résolution de problèmes, et toutes ses autres tâches, basées sur des affects, de la spontanéité et une forme de contingence, ne seront jamais accessibles à une intelligence artificielle.

### Encadrement doctoral
Daniel Andler a encadré ou dirigé une trentaine de doctorats. Parmi ses anciens doctorants se trouvent des scientifiques tels que Éric Martin (University of New South Wales), Stéphane Boucheron (École normale supérieure), Jean-Yves Béziau (Université du Brésil à Rio de Janeiro), Jean Baratgin (Université Paris 8), David Nicolas (Institut Jean-Nicod), et des philosophes tels que Tiziana Zalla (CNRS), Alain Anquetil (ESCAE Angers), Anouk Barberousse (Sorbonne Université), Edouard Machery (Université de Pittsburgh) Yashar Saghaï (Berman Institute, Université Johns Hopkins) et Mikaël Cozic (Université Paris XII).

### Académicien
- 5 décembre 2016 : Élu à l'Académie des sciences morales et politiques au fauteuil no 5 de la section Philosophie[11] où il remplace Bernard d'Espagnat[12], décédé[13].

### Décorations
- Officier de l'ordre des Palmes académiques[Quand ?]
  - 2003 : Chevalier
- 2019 :  Chevalier de la Légion d'honneur[14]
- 2010 :  Chevalier de l'ordre national du Mérite[15]

### Récompenses
- 2020 : Médaille taïwanaise de la Culture[16]
- 2016 : Prix  Grammaticakis-Neumann de l’Académie des sciences morales et politiques[17]
- 1969-1971 : Harkness Fellow du Commonwealth Fund of New York

## Ouvrages
- Science et philosophie. Quinze études épistémologiques, Paris : Bibliothèque du CREA, 1999, 445 pp.
- Philosophie des sciences, avec A. Fagot-Largeault et B. Saint-Sernin, 2 volumes, 1334 pages, Paris : Gallimard, coll. Folio, 2002 [18]
- La silhouette de l’humain. Quelle place pour le naturalisme dans le monde d’aujourd'hui?, Paris : Gallimard, coll. Essais, 2016, 574 pp[19],[20],[21].
- Intelligence artificielle, intelligence humaine : la double énigme, Gallimard, 2023.

### Direction et codirection d’ouvrages collectifs
- “Une nouvelle science de l'esprit?”, numéro spécial de Le Débat, nº 47, novembre-décembre 1987, 192 pages.
- Introduction aux sciences cognitives, Gallimard, 1992, 516 pp.;  2e édition, avec une Postface, 1998; ed. augmentée, 2004, 752 pp.
- (avec R. Viale et L. Hirschfeld) Biological and Natural Bases of Human Inference, Mahwah, NJ: Lawrence Erlbaum, 2006, vi+250 pp.
- (avec B. Guerry), Apprendre demain. Sciences cognitives et éducation à l’ère numérique, Paris : Hatier, 2008, 160 pp.
- Sciences et décision, Besançon: Presses de l’Université de Franche-Comté, 2015, 150 pp.
- (avec T. Collins & C. Tallon-Baudry) La cognition, du neurone à la culture, Gallimard, 2018, 727 pp.